# Artyčok.tv

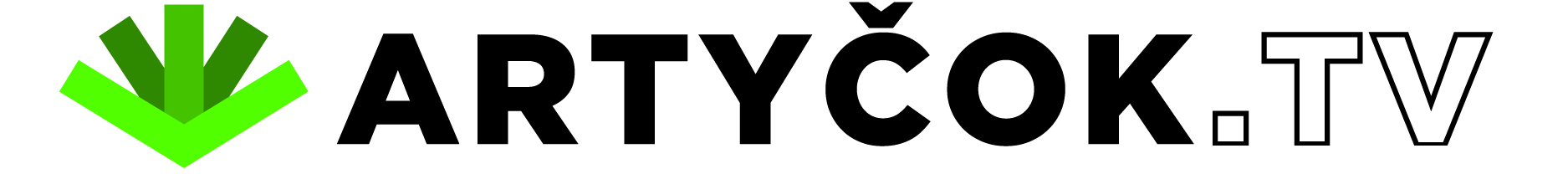
Logo publikačního portálu Artyčok.tv

Artyčok.TV je nezávislá internetová HD televize při Akademii výtvarných umění v Praze (AVU), publikující novinky ze současné výtvarné scény. Databáze portálu obsahuje reportáže z vernisáží výstav, rozhovory s umělci a kurátory, záznamy workshopů, soutěží či přednášek. Projekt se postupně rozvíjí ke spolupráci s dalšími podobnými týmy při vysokých uměleckých školách Střední a Východní Evropy (UUD ZČU v Plzni, FaVU VUT v Brně, UJEP v Ústí nad Labem, A4 nultý priestor a MKE v Budapešti), které monitorují příslušné lokální výtvarné scény. Nejmladší aktivitou domény je sekce videoart, prezentující progresivnější evropskou audiovizuální scénu. Veškeré programy jsou uvolňovány pod licencí Creative Commons.

## Historie
Televize Artyčok vznikla v Digitální laboratoři AVU v Praze v rámci rozvojového projektu "HDV centrum AVU" Fondu rozvoje Cesnet. Vysílání začalo 9. února 2006 reportáží z výstavy Miloše Šejna Miscellanea. V roce 2008 se uskutečnil přechod distribuce pořadů z platformy Windows Media Player na Flash Media Player a oproti počátečním snahám o maximalizaci obrazové kvality je nyní kladen důraz spíše na širokou dostupnost materiálu uživatelům (HD kvalita je stále k dispozici ve formátu wmv).

## Organizace
Projekt Artyčok postupně koordinovali Dušan Záhoranský, Jan Zahradníček, Jan Vidlička a František Zachoval. Redakční tým se v roce 2007 rozšiřuje o Ivana Svobodu, Erika Sikoru a Janka Rouse. O design a jádro systému se stará Jan Mucska a Jan Habrman.
| Rok  | Koordinace                           | Editor                                                       | Partneři |
| ---- | ------------------------------------ | ------------------------------------------------------------ | --- |
| 2010 | František Zachoval a Jan Vidlička    | Janek Rous                                                   | Cesnet, DigiLab, A4-nultý priestor, MKE Budapest, Artyčok.TV, o.s., V4 a MKČR                                  |
| 2009 | František Zachoval a Jan Vidlička    | Jan Vidlička                                                 | Cesnet, DigiLab, Vědecko-výzkumné pracoviště AVU, A4-nultý priestor, MKE Budapest, Fond budoucnosti, V4 a MKČR |
| 2008 | Jan Zahradníček a František Zachoval | Jan Vidlička                                                 | Cesnet, DigiLab, Vědecko-výzkumné pracoviště AVU a NSU                                                         |
| 2007 | Jan Zahradníček                      | Jan Vidlička, Ivan Svoboda, Jan Habrman a František Zachoval | Cesnet, DigiLab, Vědecko-výzkumné pracoviště AVU a Polysoft                                                    |
| 2006 | Dušan Záhoranský a Jan Zahradníček   | Jan Vidlička                                                 | Cesnet a DigiLab                                                                                               |

## Artyčok.TV - Art Fair
Artyčok.TV – Art Fair v koprodukci s pražskou MeetFactory, o.p.s. poprvé představil veřejnosti díla umělců zařazených v databázi Artlist domény Artyčok.TV. Artyčok.TV – Art Fair netradiční formou zprostředkovává přímou komunikaci mezi zájemci umění a autory. V prostoru světových veletrhů se jedná o jedinečný pilotní model alternativní distribuce umění. 